# Melissa II (álbum)
Melissa II es el segundo álbum publicado por Melissa, mucho más maduro y comercial que el álbum anterior, a tal punto que de este trabajo discográfico se llegaron a extraer como singles, siete canciones de las once que conforman todo el repertorio del disco.
En este álbum encontramos algunas de las baladas-rock más representativas de la carrera musical de Melissa, temas, que con los años, se volvieron casi que obligatorios en los conciertos dados en directo... Canciones como la infaltable: “No Soy Una Señora”, tema que rápidamente se ubicó en los primeros lugares del “Top-Ten” de las carteleras radiales venezolanas a penas se lanzó el sencillo, y, “Alguien Que Vive Sola”, son sólo dos de las baladas que marcaron época en la trayectoria musical de esta cantante.
Otras de las canciones que se promocionaron como singles fueron: “Por Fortuna”, “Vete”, “Noches Eternas”, "No Esperes Por Mi" y "Rock En Fantasía", temas, que por lo pegajoso de la melodía se mantuvieron un buen tiempo sonando en la pauta musical de las emisoras radiales.
Vale la pena aclarar que en este álbum, ocho de los temas aquí incluidos son versiones en español de canciones que originalmente fueron dadas a conocer en otros idiomas, esto es algo muy típico de Melissa, sobre todo en sus tres primeros álbumes. En este álbum en particular, sólo hay tres canciones inéditas: "Alguien Que Vive Sola", "Vete" y "Preguntándome".
Como dato adicional a lo ya dicho ya dicho anteriormente, hay que señalar que Melissa también grabó la "Versión Extendida"-3:45 de uno de los tres temas que conforma el surco titulado "Potpurrí", track # 5 del Lado B de este álbum, y se trata de la canción "Una Y Otra Vez" ["Time After Time"], tema que originalmente es interpretado por Cyndi Lauper de su álbum: "She's So Unusual", y que fue publicada—la versión que aquí hace Melissa—en la B.S.O. de la película "La Generación Halley", así como también aparece incluida como el Lado B del disco sencillo de vinilo de "No Soy Una Señora", pero aparte de esto, extrañamente esta canción nunca fue incluida en ninguno de sus álbumes de su discografía oficial ni en sus recopilatorios publicados a posteriori; únicamente en éstos dos que aquí se indican.

## Datos del álbum
- Hecho en Venezuela por Rodven Discos y Distribuido por Sono-Rodven. nb 84-2707 C1B5RN.
- Es una producción de Love Records realizada por Carlos M. Montenegro.
- Arreglos musicales y dirección: Rene de Coupaud.
- Todas las guitarras: Pablo Manavello.
- Grabado en Estudios Audio-Uno, Caracas-Venezuela.
- Técnico de Grabación: Nucho Bellomo.
- Mezclado en: Torres de Sonido - Madrid, España.

## Temas
Lado A:
1. “No soy una señora” ["Non Sono Una Signora" de Loredana Bertè] / (Fossati. versión en español: Peter Daniels) 3:37
2. “Por Fortuna” ["Il Posto Dele Viole" de Fiorella Mannoia] - (O. Avogadro/Foresi/M.B. Lavezzi / Versión en español: Peter Daniels) 3:40
3. “Oh (Vuelvo A Sentir)” ["Oh! (Light Mellow Ballard)" de David Lasley] / (D. Lasley/J. Scheff/ Versión en español: Peter Daniels) 3:15
4. “Por Ti” ["Torneranno Gli Angeli" de Fiorella Mannoia] — (O. Avogadro/M.V. Lavezzi/ Versión en español: Peter Daniels) 3:15
5. “No Esperes Por Mi” ["Except A Miracle"] — (S. Lorber/D. Innis/Versión en español: Peter Daniels) 3:24
6. “Alguien Que Vive Sola” [ tema inédito ] (Tino Casals) 3:38

Lado B:
1. “Vete” [ tema inédito ] (Juan Carlos Pérez Soto / Fernando Osorio) 3:42
2. “Rock En Fantasía” ["Carla" de Gianni Togni] / (G.Morra/G. Togni/Versión en español: Peter Daniels) 3:35
3. “Preguntándome” [ tema inédito ] (E. Moreno) 3:00
4. “Noches Eternas” ["Nights Are Forever" de Jennifer Warnes] — (J. Bettis/J. Goldsmith/ Versión en español: Peter Daniels) 3:35
5. “Potpurri”:

“Una Y Otra Vez” ["Time After Time" de Cyndi Lauper] (Lauper / Hyman)
“Dulces Sueños” ["Sweet Dreams (Are Made of This)" de Eurythmics] (Lennox / Stewart)
“Apártate” ["Stand Back" de Stevie Nicks] (S. Nicks) 7:05

## Singlesextraídos delálbum“Melissa♊”.
01. Maxi-single-PROMO: "No Soy Una Señora". SR-90590 (sencillo con su respectivo videoclip).
Lado A: "No Soy Una Señora" / 3:37 (Mono) 45 RPM.
Lado B: "No Soy Una Señora" / 3:37 (Stereo) 45 RPM.
NOTA: La versión original de "No Soy Una Señora" es cantada en italiano y está titulada como "Non Sono Una Signora", interpretada por Loredana Bertè.
0★. Rareza: Sencillo-PROMO: "No Soy Una Señora" (7 inches). Telediscos. Licencia Sonorodven.
Portada en blanco y negro con el título del Sencillo tamaño grande enmarcado dentro de un "cartucho" y ubicado en la parte superior de la carátula; bajo este, foto de Melissa en pose diagonal y, Logotipo-"Melissa" en color turquesa e incluye en el Lado B el tema "Una Y Otra Vez", versión al español de "Time After Time" canción original de Cyndi Lauper, publicada aquí en el sencillo en su Versión Extendida (no fragmento-potpurrí). Edición para México.
Lado A: "No Soy Una Señora" / 3:30.
Lado B: "Una Y Otra Vez" [ "Time After Time" ] (versión extendida) / 2:40.
02. Sencillo: "Alquien Que Vive Sola" (con su respectivo videoclip).
03. Sencillo: "Por Fortuna" (con su respectivo videoclip).
04. Sencillo: "Vete" (con su respectivo videoclip).
05. Sencillo: "Noches Eternas" (con su respectivo videoclip).
06. Sencillo: "No Esperes Por Mi" (con su respectivo videoclip).
07. Sencillo: "Rock En Fantasía" (con su respectivo videoclip).
.
- Datos: Q6009630